# باش‌توکلو (هاناک)
باش‌توکلو (به ترکی استانبولی: Baştoklu، به ارمنی: Տիկան Վերին) یک منطقهٔ مسکونی در ترکیه است که در هاناک واقع شده‌است.